# 胯腺蟾科
胯腺蟾科（学名：Cycloramphidae）是无尾目下的一个科。

## 下属分类
本科包括以下属：
- 胯腺蟾属 Cycloramphus Tschudi, 1838
- 索罗帕蟾属 Thoropa Cope, 1865
- Zachaenus Cope, 1866